# Gare de Louhans
Gare de Louhans vasútállomás Franciaországban, Louhans településen.

## Vasútvonalak
Az állomást az alábbi vasútvonalak érintik:
- Dijon-Ville-Saint-Amour-vasútvonal

## Kapcsolódó állomások
A vasútállomáshoz az alábbi állomások vannak a legközelebb:
- Gare de Mervans
- Gare de Saint-Amour